# کارخانه رومو
کارخانه رومو (روسی: РУМО) یک شرکت مستقر در نیژنی نووگورود روسیه است و در سال ۱۸۷۴ تأسیس شده‌است.
کارخانه دیزل RUMO موتورهای دیزلی بزرگی را برای پیشران کشتی و مجموعه‌های دیزلی تولید می‌کند.